# Dżingis chan (film 1965)
Dżingis chan (tytuł oryg. Genghis Khan) – jugosłowiańsko-amerykańsko-brytyjsko-niemiecki film przygodowy z 1965 roku w reżyserii Henry’ego Levina.

## Opis fabuły
Przełom XII i XIII wieku. Dżingis chan jednoczy koczownicze plemiona Azji Środkowej i toczy wygrane wojny z Chinami. Zajmuje coraz więcej terenów. Organizuje sprawną strukturę wojskową, spisuje prawo i upowszechnia pismo.

## Obsada
- Omar Sharif – Dżingis chan
- Stephen Boyd – Jamuga
- Yvonne Mitchell – Katke
- Robert Morley – Władca Chin
- Telly Savalas – Shan
- Françoise Dorléac – Bortei
- James Mason – Kam Ling
- Patrick Holt – Kuchiuk
- Lucille Soong – Konkubina
- George Savalas – Toktoa
- Michael Hordern – Geen
- Woody Strode – Sengal
- Kenneth Cope – Subotai
- Roger Croucher – Massar